# توافق کوئینسی

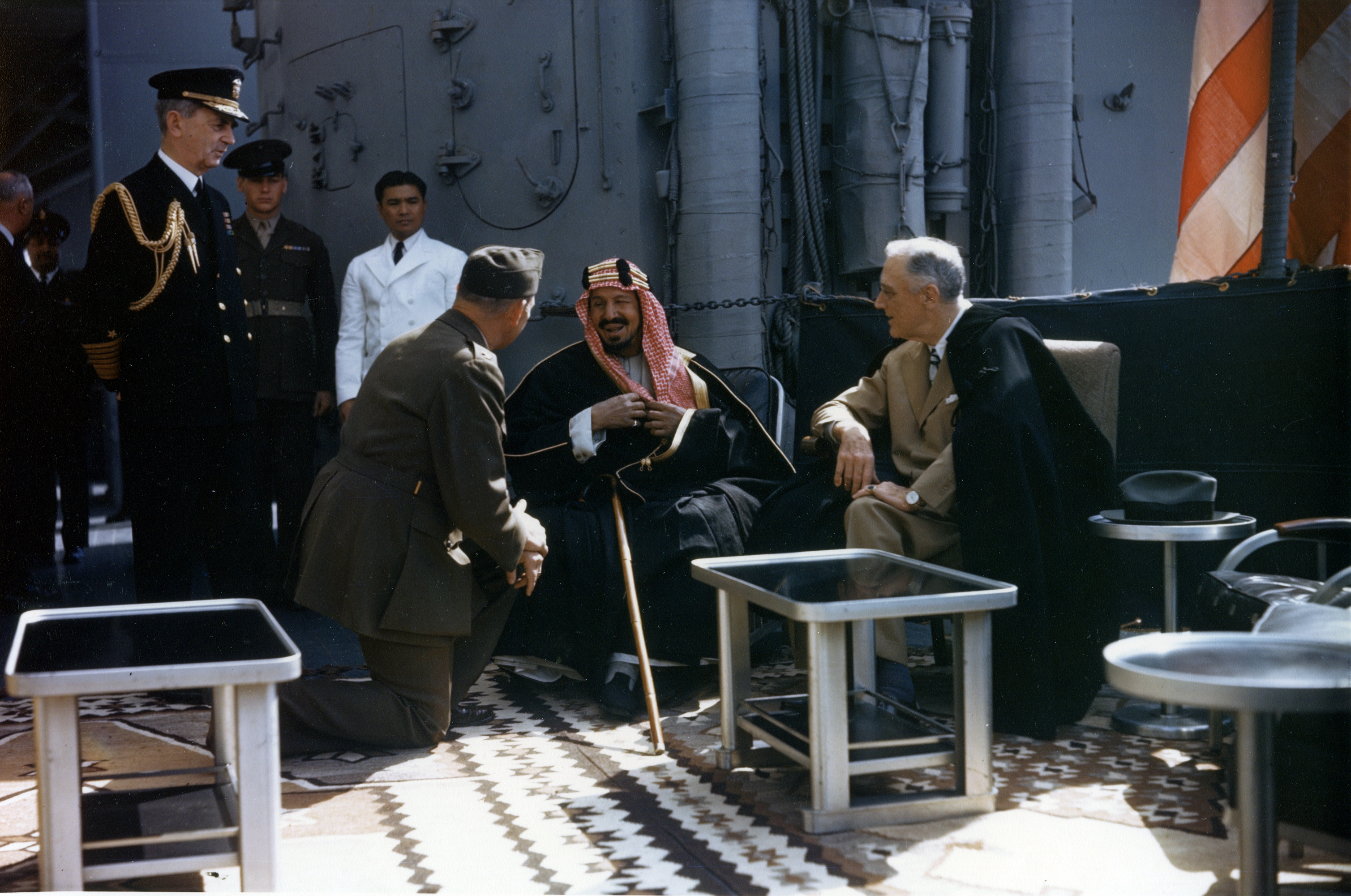
فرانکلین روزولت در کنار عبدالعزیز آل سعود ، سرهنگ ادی ویلیام به عنوان مترجم، زانو بر زمین است) و دریاسالار ویلیام لیهی (ایستاده، سمت چپ) در یواس‌اس کوئینسی.

پیمان کوئینسی نام مستعار جلسه‌ای است که ۱۴ فوریه ۱۹۴۵ در رزمناو یواس‌اس کوئینسی (سی‌ای-۷۱) بین ملک عبدالعزیز بن سعود ، بنیانگذار پادشاهی عربستان سعودی و رئیس‌جمهور ایالات متحده آمریکا، فرانکلین روزولت(در مسیر بازگشت از کنفرانس یالتا در کریمه) برگزار شد.

## بحث‌ها
در آغاز سال ۱۹۴۵ بدون اطلاع انگلیسی‌ها، رئیس جمهور آمریکا به ابن سعود و نیز امپراتور اتیوپی هایله سلاسی و فاروق پادشاه مصر  در  بازگشت وی از کنفرانس یالتا پیشنهاد ملاقات کرد. روزولت در همان روز، در حالی که رزمناو او در دریاچه عامر (در وسط کانال سوئز ، بنابراین از هرگونه حمله توسط یک زیردریایی محافظت می‌شود) در مصر لنگر انداخت، و با سه رئیس دولت ملاقات کرد.
روزولت و بن سعود در ابتدا رو در رو در مورد استعمار یهودیان در فلسطین بحث کردند، روزولت تلاش کرد تا حمایت پادشاه را برای ایجاد خانه ملی یهودیان در فلسطین جلب کند، چیزی که قاطعانه توسط پادشاه عربستان رد شد. سپس بحث به خروج فرانسوی‌ها  از سوریه و لبنان و استقلال این دو کشور می‌رسد.

## محتوای توافق
به گفته چندین نشریه، سران دو کشور در مورد آینده خاندان سعودی و نفت عربی گفتگو می‌کردند. طبق گزارش‌ها، پیمانی امضا شد که حفاظت نظامی پادشاهی سعودی را در ازای دسترسی به نفت تضمین می‌کرد. چهار محور اصلی پیمان:
- ثبات عربستان سعودی یکی از«منافع حیاتی» ایالات متحده است که مطابق آن، حمایت بی قید و شرط از خاندان سعود و پادشاهی در برابر هرگونه تهدید خارجی احتمالی را تضمین می‌کند؛
- همچنین، ثبات شبه‌جزیره عربستان و رهبری منطقه‌ای عربستان سعودی نیز بخشی از منافع حیاتی ایالات متحده هستند؛
- در مقابل، سعودی اصل تامین انرژی آمریکا را تضمین می‌کند، خاندان سعودی هیچ قطعه‌ای از خاک خود را به کشور دیگر واگذار نکند، شرکت‌های کنسرسیوم فقط مستاجر زمین خواهند بود. آرامکو از انحصار بهره‌برداری تمام ذخایر نفتی این کشور برای مدت حداقل شصت سال بهره می برد؛
- موارد دیگر مربوط به مشارکت اقتصادی، تجاری و مالی عربستان و آمریکا می باشد، همچنین عدم مداخله آمریکا در مسائل سیاست داخلی عربستان است.

## زمینه توافق
اما برای مورخ هنری لورن: «پیمان کوئینسی یک افسانه شهری است که در یک مصاحبه چند دهه روابط عرب و عربستان را خلاصه می‌کند، بسیار پیچیده‌تر از آن چیزی است که از بیرون تصور می‌شود». در واقع رئیس جمهور روزولت و ملک بن سعود «موضوع نفت را مطرح نکردند (...) مسئله قبلاً حل شده بود». محتویات بحث در کشتی یواس‌اس کوئینسی تا حدودی در سال ۱۹۴۸ منتشر شده بود،  سپس به طور کامل در سال ۱۹۵۴ و ۱۹۶۹ : مسئله نفت نیست. در مورد نشست ۲۰۰۵، آن به یک بیانیه مطبوعاتی مشترک محدود شد. 
پادشاه عربستان قراردادی امضا کرد، اما از سال ۱۹۳۳ با شرکت استاندارد اویل کالیفرنیا (سوکال) برای یک امتیاز شصت ساله در شرق عربستان سعودی، امتیازی که از سال ۱۹۳۶ با شرکت نفت تگزاس (تگزاکو) مشترک شد، سپس قرارداد تمدید در سال ۱۹۳۸ تمدید شد، در سال ۱۹۴۸ استاندارد اویل نیوجرسی (Esso) و استاندارد اویل نیویورک (Socony) در شرکت نفت عربستان سعودی (آرامکو)ادغام شدند. نفت عربستان سعودی برای تامین و پشتیبانی نیروهای مسلح آمریکا، به ویژه نیروی دریایی ایالات متحده آمریکا، در نظر گرفته شده بود، نه برای بازار آمریکا که در آن زمان هنوز تا حد زیادی توسط ذخایر استخراج شده در ایالات متحده پوشش داده می‌شد.

## تداوم توافق
وعده‌های شفاهی روزولت در مورد فلسطین در نامه‌ای در تاریخ آوریل ۱۹۴۵ تکرار شد  که توسط رئیس جمهور بعدی، ترومن، رعایت نشد. او اجازه داد تا اسرائیل شکل بگیرد.
عربستان سعودی که در طول جنگ سرد با ایالات متحده رابطه نزدیکی داشت، در اوایل دهه ۲۰۱۰ شروع به فاصله گرفتن کرد. این فاصله به دنبال عدم مداخله نظامی آمریکا در طول جنگ داخلی سوریه و نزدیکی ایران و آمریکا پس از انتخاب حسن روحانی در ایران بود. در نتیجه، عربستان سعودی کرسی خود را که در انتخابات شورای امنیت سازمان ملل در سال ۲۰۱۳ به دست آورده بود، رد کرد.  به گفته فوزی اسکالی، مردم‌شناس، پیمان کوئینسی با تضمین حفاظت از عربستان سعودی، به وهابیت اجازه داد تا با سایر مکتب‌ها اسلامی رقابت کند و تا آفریقا گسترش یابد.

### مقالات مرتبط
- ژئوپلیتیک نفت
- سیاست خارجی ایالات متحده
- پیمان بغداد